# Pinasse (navire)
Pour les articles homonymes, voir Pinasse.

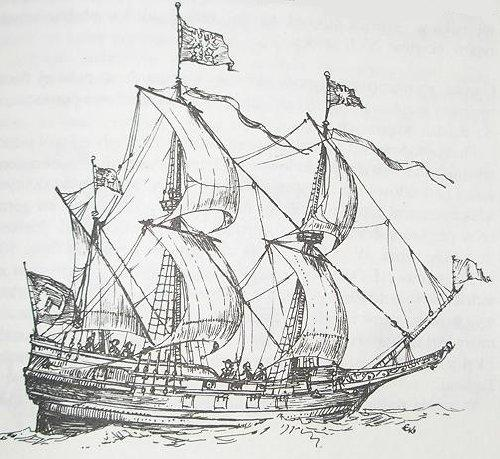
Représentation du Arka Noego, une pinasse utilisée comme navire de guerre à partir de 1625.

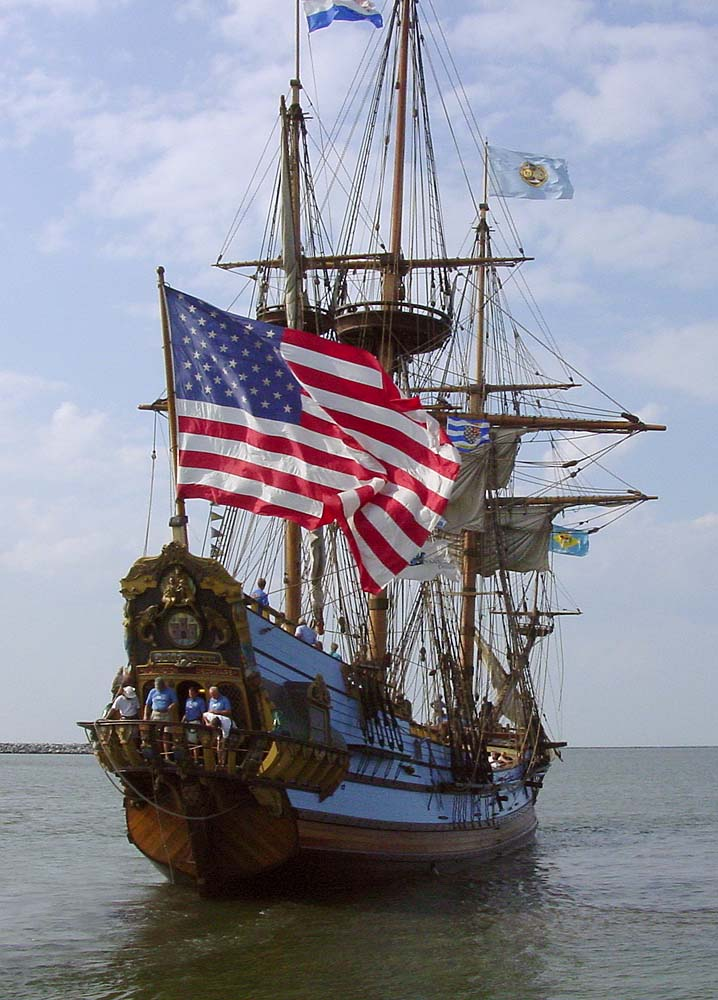
Reconstitution du Kalmar Nyckel, une grande pinasse du XVIIe siècle. C'est alors un navire rond et haut sur l'eau assez voisin de la flûte.

Une pinasse (Pinnace en anglais) est un type de navire de charge dont la définition est confuse, le gréement et la taille ont fortement varié au cours du temps. Le terme est plus lié à son utilisation (ou en référence au bois utilisé pour sa construction : le pin) qu'un nom de type de navire, car presque n'importe quel navire aurait pu être une pinasse.  
Utilisée en Europe dès le XVIe siècle comme un grand navire de commerce armé, la pinasse est à cette époque un trois-mâts à coque ventrue, à deux phares carrés à l'avant et un mât d'artimon portant une grande voile latine comme une flûte ou un galion dont elle est plus ou moins synonyme mais moins armé. Les galions étant plus spécifiquement destinés à la guerre tandis que les pinasses, au commerce.  
Plus tard le gréement et la définition du navire évoluent : et la pinasse correspond à un navire de plus petite taille, rapide, long et léger à voile et/ou avirons, gréé en sloop (un mât), goélette (deux mâts) ou ketch.   

## Étymologie
Le mot «pinasse», présente des analogies dans de nombreuses langues aussi loin que l'Indonésie, où le type de voilier pinisi a pris son nom du néerlandais pinas. Le terme français vient de l'espagnol pinaza, dérivant de pino (pin) : le bois dont les navires ont été construits. Le terme anglais pinnace dérive du terme français.

## Historique et évolution
La pinasse apparait en Espagne dès le XIIIe siècle. Les Anglais l’utilisent à partir du XVe siècle, la pinasse britannique Sunne était le premier navire rapporté construit au Chatham Dockyard, en 1586. Les pinasses anglaise de l'époque étaient typiquement d'environ 100 tonnes, et ont porté de cinq à seize canons. 
Au XVIe siècle, on en trouve en Biscaye, à Bayonne et dans la flotte de Philippe II d'Espagne ou elle prend la forme d'un grand navire proche du galion : trois-mâts mais qui va aussi à rames (huit ou dix avirons, comme les galéasses) et la poupe est carrée. La pinasse peut porter des canons, être utilisée pour des missions de reconnaissance ou débarquer des troupes.  
En 1626, Richelieu fait construire trente pinasses à Bayonne pour aller secourir l’île de Ré attaquée par les Anglais. Jacques Callot les représente sur les gravures du siège (1628). Jouve représente pareillement les pinasses de La Rochelle pour les faire découvrir à Colbert. 
Contrairement à la définition officielle qui les veut toujours longues et étroites, les pinasses du XVIIe siècle sont de grande taille, hautes sur l’eau et relativement ventrues. En Hollande, la pinasse s’apparente à la flûte, autre navire « rond » mais de plus fort tonnage. Amsterdam et Rotterdam en construisent en grand nombre à la fin du XVIIe siècle. Les Portugais l’importent en Inde où elle continue au XIXe siècle son rôle de bâtiment de servitude : transport de voyageurs, transbordement de marchandises.
Elle est utilisée au XVIIe siècle et au XVIIIe siècle dans l'Atlantique pour la marine de commerce et de guerre. Au XIXe siècle et dans les deux premiers tiers du XXe siècle, des pinasses sardinières étaient utilisées dans des ports comme Douarnenez, Le Guilvinec, Concarneau, La Rochelle, etc. pour les campagnes de pêche à la sardine (l'une d'entre elles, la Reine de l'Arvor, bateau en bois construit en 1952, est classée monument historique et est visible au port-musée de Douarnenez. 
Elle est utilisée pour le transport de passagers sur le Gange en Inde et remonte le fleuve jusqu'à Varanasi.
Au début du XXe siècle, la pinasse adopte le moteur, notamment pour la pêche. Aujourd'hui, la pinasse est un petit navire étroit pour la pêche ou le tourisme et que l'on trouve essentiellement dans le bassin d'Arcachon où il existe encore des pinasses de régates.
En Afrique, le terme désigne une pirogue traditionnelle du fleuve Niger.

## Galerie d'images chronologiques
|  |  |  |
|  |  |  |